# 王谌 (南朝)
王谌（423年—491年），字仲和，东海郡郯县人，南北朝刘宋至南齐时期的官员。
王谌是护軍司马王元闵之子，早年家境贫寒，以纺织为生。大明元年（457年），沈昙庆任徐州刺史时，征召王谌为徐州主簿。大明八年（464年），湘东王刘彧任镇北将军、徐州刺史，王谌先后担任徐州从事、湘东王常侍、镇北行参军。宋前废帝即位后，义阳王刘昶任征北将军、徐州刺史，王谌任征北行参军。永光元年（465年），他侍奉于湘东王刘彧的卫军府，以学识辅佐刘彧。
同年（泰始元年），刘彧即位为宋明帝，王谌任司徒参军，兼任薛县县令与中书舍人，作为明帝近臣侍奉左右。他多次劝谏明帝的不当行为未被采纳，便请求退隐，因此触怒明帝，被囚禁于尚方。不久后，他被任命为尚书殿中郎，转任记室参军、正员郎，兼任中书郎，后任晋平王骠骑咨议。他被任命为湘东郡太守，但尚未赴任便因公务失误被免官，后又起复为桂阳王骠骑府咨议参军、中书郎。明帝喜好围棋，在州邑设置围棋官职，任命建安王刘休仁为围棋州都大中正，王谌与沈勃、庾珪之、王抗等人一同担任小中正，负责召集围棋高手。
王谌外任临川内史，后被召回任尚书左丞，不久后以本官兼任东观祭酒，总管明帝设立的明观。之后他转任黄门侍郎，升任正员常侍，先后担任辅国将军、江夏王右军长史、冠军将军。朝廷任命他为给事中、廷尉卿，他并未接受。南朝齐建元年间，武陵王萧晔任会稽郡太守，王谌任征虏长史，代行郡事。
永明元年（483年），王谌转任豫章王太尉司马。由于他与齐武帝有旧交，深受信任，先后担任辅国将军、晋安王南中郎长史、淮南郡太守。永明五年（487年），他任黄门郎，被授予骁骑将军称号，后转任太子中庶子。永明八年（490年），他任冠军将军、长沙王车骑长史，后转任庐陵王中军长史。西阳王萧子明任南兖州刺史时，长史沈宪辞职，王谌任征虏长史，代行南兖州事务。永明九年（491年），王谌去世，享年六十九岁。